# L'Année de mes sept ans
Pour plus de détails, voir Fiche technique et Distribution.
L'Année de mes sept ans est un téléfilm français réalisé par Irène Jouannet et diffusé en 2002.

## Synopsis
À l'automne 1952, la France tente d'oublier les stigmates de la guerre. Hélène, sept ans, et son frère Michel, neuf ans, sont brusquement séparés de leurs parents. En instance de divorce, ceux-ci choisissent en effet de les confier à leurs grands-parents maternels qui résident à Lille. Entre une grand-mère un peu autoritaire et rigide et un grand-père taciturne obsédé par la guerre et le génocide nazi, Hélène tente de s'adapter à cette nouvelle vie. Mais bientôt, son identité juive lui est révélée en même temps que les récits des atrocités nazies distillés par son grand-père et son frère. La fillette, déjà fragilisée, fait peu à peu un amalgame entre la tragédie de l'Histoire et sa propre existence..

## Fiche technique
- Titre : L'Année de mes sept ans
- Réalisation : Irène Jouannet
- Scénario : Irène Jouannet, Eglal Errera, Jean-Philippe Mitrani
- Photographie : Dilip Varma
- Musique : Faton Cahen
- Montage : Zofia Menuet
- Production : Arte France, Cauri Films
- Genre : Drame
- Durée : 95 minutes
- Date de première diffusion : 4 juillet 2003 sur Arte

## Distribution
- Marie-José Nat : Alice dite Yaya, la grand-mère attentive et aimante d'Hélène et de Michel à Lille, mais qui préfère manifestement son petit-fils à sa petite-fille
- Gilles Segal : Georges, le grand-père ronchon mais affectueux d'Hélène et de Michel à Lille
- Clémence Meyer : Hélène une petite fille de 7 ans qui emménage avec son frère chez ses grands-parents à Lille et qui y apprend à son grand désarroi qu'elle est juive
- Arthur Pélissier : Michel, son grand frère
- Sophie Le Tellier : Rosine, une Lilloise sympathique auprès de laquelle  Hélène trouve un peu de réconfort
- Vanessa Larré : Marthe, la mère d'Hélène, Michel et Pauline
- Olivier Sitruk : David, le père d'Hélène, Michel et Pauline
- Victor Haïm : Sam, l'autre grand-père d'Hélène, Michel et Pauline, qui a été déporté pendant la guerre
- Attica Guedj : Ida, l'autre grand-mère d'Hélène, Michel et Pauline, qui a été déportée pendant la guerre
- Juliette Noureddine : Simone
- Pauline Facq : Pauline, la petite sœur d'Hélène et Michel
- Marie-Julie Miquel : Pauline petite
- Lucie Métrier : Josiane
- Frédéric Alexandre : le moniteur
- Martine Dellile : l'institutrice
- Clément Cousin : Demangeon
- Alexandre Piat : Gozard
- Denis Cacheux : Peau de Lapin
- Marie Florac : le docteur Adrien
- Marie Boitel : la directrice du préventorium
- Jean-Philippe Mitrani : le directeur d'école
- Mathias Thève : Nicolas
- François Grard : Figurant